# Cheilodactylus vestitus
Cheilodactylus vestitus — вид окунеподібних риб родини Джакасові (Cheilodactylidae). Це морський, субтропічний вид, що мешкає на заході Тихого океану біля берегів Австралії , Нової Каледонії та острова Норфолк на глибині 5-30 м. Тіло завдовжки до 35 см.